# István Szívós (pallanuotista 1948)
István Antal Szívós (Budapest, 24 aprile 1948 – Budapest, 10 novembre 2019) è stato un pallanuotista ungherese.

## Biografia
Vinse una medaglia d'oro alle olimpiadi di Montreal 1976, una medaglia d'argento alle olimpiadi di Monaco di Baviera 1972, e due medaglie di bronzo alle olimpiadi di Mosca 1980 e alle olimpiadi di Città del Messico 1968, oltre ad una Coppa del Mondo nel 1979. Con il Ferencvaros e l'Orvosegeytem vinse nove campionati e quattro coppe ungheresi, e con quest'ultima conquistò due edizioni della Coppa dei Campioni. Dopo il ritiro è stato allenatore e presidente del Ferencvaros, nonché membro del consiglio della federazione ungherese di pallanuoto.
Era figlio di István Szívós, a sua volta vincitore della medaglia d'oro nella pallanuoto a Helsinki 1952 e Melbourne 1956.
È morto all'età di 71 anni.